# Du ropar på oss, Gud
Du ropar på oss, Gud är en psalm med text skriven 1991 av Jonas Jonson. Musiken är skriven 1991 av Per Harling.

## Publicerad som
- Nr 840 i Psalmer i 90-talet under rubriken "Kyrkans år".